# Trảng Dài
Trảng Dài là một phường thuộc tỉnh Đồng Nai, Việt Nam.

## Địa lý
Phường Trảng Dài có vị trí địa lý:
- Phía đông giáp xã Tân An
- Phía tây giáp phường Tân Triều
- Phía nam giáp các phường Tam Hiệp, Long Bình và Hố Nai
- Phía bắc giáp Thành phố Hồ Chí Minh.

Phường Trảng Dài có diện tích 37,29 km², dân số năm 2025 là 104.972 người, mật độ dân số đạt 2.815 người/km².

## Hành chính
Phường Trảng Dài được chia thành 11 khu phố: 1, 2, 2A, 3, 3A, 4, 4A, 4B, 4C, 5, 5A.

## Lịch sử
Trong bản đồ Vidalin (1867), khu vực phường Trảng Dài ngày nay thuộc huyện Phước Chánh, phủ Phước Long, tỉnh Biên Hòa. Trong bản đồ Boilloux (1881), khu vực thuộc tổng Phước Vĩnh Thượng, tiểu khu Biên Hòa, sau này thuộc tỉnh Biên Hoà.
Dưới chính quyền Việt Nam Cộng hoà, khu vực thuộc quận Đức Tu, tỉnh Biên Hoà.
Sau năm 1975, khu vực thuộc xã Tân Phong, ngày 29 tháng 8 năm 1994, phường Trảng Dài được thành lập sau khi chia thành phường Tân Phong. Từ đó, phường được chia thành 5 khu phố: 1, 2, 3, 4, 5.
Ngày 29 tháng 12 năm 2016, Uỷ ban Nhân dân tỉnh Đồng Nai ban hành Quyết định 4547/QĐ-UBND, trong đó:
- Sáp nhập một phần dân số khu phố 5 vào khu phố 1.
- Thành lập khu phố 2A trên cơ sở một phần khu phố 2.
- Thành lập khu phố 3A trên cơ sở một phần khu phố 3.
- Thành lập khu phố 4A, 4B và 4C trên cơ sở một phần khu phố 4.
- Thành lập khu phố 5A trên cơ sở một phần khu phố 4 và một phần khu phố 5.

Ngày 16 tháng 6 năm 2025, Ủy ban Thường vụ Quốc hội ban hành Nghị quyết số 1662/NQ-UBTVQH15 về việc sắp xếp các đơn vị hành chính cấp xã của tỉnh Đồng Nai năm 2025. Theo đó, sắp xếp toàn bộ diện tích tự nhiên, quy mô dân số của phường Trảng Dài và xã Thiện Tân thành phường mới có tên gọi là phường Trảng Dài.
Sau khi sáp nhập, phường Trảng Dài có 37,29 km² diện tích tự nhiên và dân số 104.972 người.

## Dân số
Phường có dân số đông, chủ yếu là dân nhập cư ở các vùng Miền Bắc, Miền Trung, biến vùng đất xưa là rừng thành khu dân cư sầm uất. Hiện tại, phường Trảng Dài là nơi phức tạp về an ninh trật tự và xây dựng trái phép tràn lan vì lượng dân nhập cư của phường luôn ở mức cao.